# Baillestavy
Baillestavy (catalansk: Vallestàvia) er en kommune i departementet Pyrénées-Orientales i Sydfrankrig.

## Geografi
Baillestavy ligger 47 km sydvest for Perpignan. Nærmeste byer er mod nord Finestret (9 km) og mod syd Valmanya (5 km).

## Borgmestre
| Navn              | Periode     |
| ----------------- | ----------- |
| Joseph Carboneill | 1815 - ??   |
|                   |             |
| Jean Guerre       | 193? - 1959 |
| Remy Maler        | 1959 - 1971 |
| Alain Taurinya    | 1971 - 1989 |
| Claude Maynéris   | 1989 - 2001 |
| Jacques Taurinya  | 2001 -      |

## Demografi

### Udvikling i folketal
| 1962                                                              | 1968 | 1975 | 1982 | 1990 | 1999 | 2007 | 2013 | 2017 |
| ----------------------------------------------------------------- | ---- | ---- | ---- | ---- | ---- | ---- | ---- | ---- |
| 75                                                                | 54   | 55   | 50   | 53   | 58   | 90   | 109  | 115  |
| Tal fra og med 1962 er uden dobbelttælling (sans doubles comptes) |      |      |      |      |      |      |      |      |